# Council on American-Islamic Relations
Der Council on American-Islamic Relations (CAIR; deutsch Rat für amerikanisch-islamische Beziehungen) ist  die größte muslimische Bürgerrechts- und Interessenvertretung in den Vereinigten Staaten. CAIR hat seinen Sitz in Washington, D.C., ist als gemeinnützige Organisation anerkannt und hat Sektionen in den ganzen Vereinigten Staaten und Kanada.

## Ziele
Hauptziel der Organisation ist der Schutz der Grundrechte der Muslime in den USA und Kanada. Die juristische Abteilung von CAIR unterstützt dabei Opfer von Diskriminierung am Arbeitsplatz, in der Öffentlichkeit und in den Medien. Ein weiteres Ziel von CAIR ist es, das Verständnis über den Islam zu fördern. Außerdem lobbyiert CAIR bei politischen Vertretern für die Belange von US-amerikanischen Muslimen. Des Weiteren will die Organisation Muslime mit US-amerikanischer Staatsbürgerschaft dazu anregen, sich als Wähler registrieren zu lassen und am demokratischen Prozess teilzunehmen.

## Geschichte
CAIR wurde 1994 in Washington D.C. gegründet und hat seitdem in mehr als 20 Bundesstaaten Zweigstellen eröffnet. Eigenen Aussagen zufolge beschäftigt die Organisation mittlerweile 60 Mitarbeiter sowie 200 Freiwillige (Stand: Januar 2023).
Seit ihrer Gründung unterstützt die Organisation den Kampf der Palästinenser für einen unabhängigen Staat. Im Kontext dieser politischen Kampagne wurde CAIR mehrfach Antisemitismus vorgeworfen. Zudem wurde die Organisation von verschiedenen Seiten – darunter Daniel Pipes, Robert Spencers Jihad Watch, Steven Emersons Investigative Project und CAMERA – wegen ihrer Nähe zu militanten und terroristischen Organisationen wie der Hamas und der Muslimbruderschaft kritisiert.
Am 29. Januar 2009 meldete Emerson, dass das FBI seine ungefähr seit den Terroranschlägen am 11. September 2001 bestehende Zusammenarbeit mit CAIR aufgekündigt habe; die Entscheidung dazu habe im Zusammenhang mit CAIR-Kontakten zur Hamas gestanden, zu denen sich CAIR nicht hinreichend geäußert habe.
Am 15. November 2014 wurde CAIR in eine Liste der durch die Regierung der Vereinigten Arabischen Emirate als terroristisch bezeichneten Organisationen und Vereinigungen hinzugefügt, die vom Kabinett der Vereinigten Arabischen Emirate erstellt wurde.
CAIR geriet Ende 2023 in erhebliche Kontroversen, nachdem ihr Geschäftsführer Nihad Awad in einer Rede den Terrorangriff der Hamas auf Israel 2023 als Akt der Befreiung feierte. Das Weiße Haus distanzierte sich umgehend von CAIR und verurteilte Awads Aussagen als antisemitisch.